# 7-es számú Országos Kéktúra szakasz
A 7-es számú Országos Kéktúra szakasz az Országos Kéktúra egyik része a Bakonyban, Nagyvázsonytól a Városlőd-Kislőd vasútállomásig. 24,1 km hosszan fut a hegységben, 603 méteres emelkedéssel, illetve 557 méteres süllyedéssel.

## Érintett települések
A túraszakasz a következő települések közigazgatási területét érinti:
- Nagyvázsony
- Úrkút
- Kislőd
- Városlőd

## Pecsételőhelyek

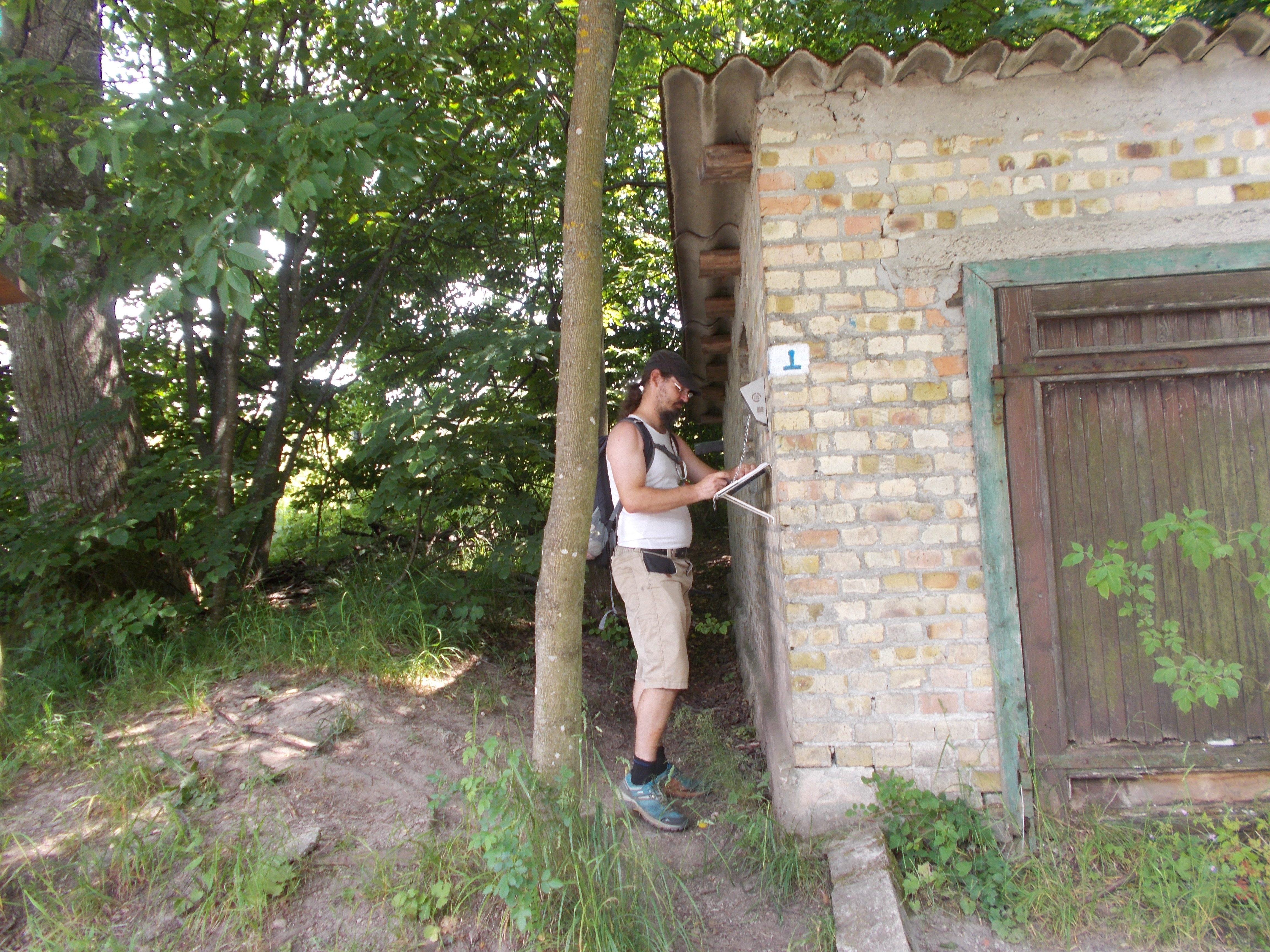
Bélyegzés a kab-hegyi pecsételőhelyen

- Nagyvázsony
- Kab-hegyi eh.
- Úrkút
- Városlőd-Kislőd vasútállomás